# Pavel Ivanovič Batov
Pavel Ivanovič Batov (1. června 1897 Filisovo – 19. dubna 1985 Moskva) byl sovětský generál během druhé světové války.

## Život

### První světová válka
Narodil se v rodině rolníka ve vesnici Filisovo u města Rybinsk. Mládí strávil prací na rodinném majetku a v 18 letech v roce 1915 narukoval na německo-ruskou frontu, kde se osvědčil jako průzkumník u 3. pěšího pluku carské gardy. V roce 1917 byl raněn a již jako poddůstojník převelen do Petrohradu. Zde se přidal na stranu bolševiků.

### Meziválečná léta
Po roce 1918 sloužil čtyři roky jako kulometčík v Rudé armádě převážně v okolí svého rodiště. Poté zastával místo asistenta vojenského velitele v Rybinsku. V roce 1926 nastoupil důstojnickou školu ve Vystrelu. Po jejím ukončení v následujícím roce byl Batov jmenován velitelem praporu 1. moskevské proletářské divize. Do Komunistické strany vstoupil v roce 1929 a v roce 1933 se stal velitelem pluku. Dálkové studium na Frunzeho vojenské akademii ukončil v roce 1936 a téhož roku odjel pod krycím jménem Fritz Pablo jako "dobrovolník" do Španělska, kde se zúčastnil bojů v občanské válce. Do vlasti se vrátil v prosinci 1937 a stal se velitelem 10. střeleckého sboru ve Voroněži. Krátce byl za zdejší oblast i poslancem v Nejvyšším Sovětu.

### Počátek druhé světové války
Následujícího roku byl převelen k Moskvě a stal se velitelem 3. střeleckého sboru, se kterou byl téhož roku přemístěn do Běloruska, aby se zúčastnil okupace východního Polska. V březnu 1940 se Batov i jeho 3. střelecký sbor účastnili druhé úspěšnější fáze Zimní války proti Finsku, za což si vysloužil generálskou hodnost. Poté krátce sloužil jako zástupce velitele Zakavkazské vojenské oblasti v Tbilisi.

### Velká vlastenecká válka
Počátek Velké vlastenecké války v roce 1941 absolvoval jako velitel různých uskupení na Krymu a na přístupech k němu. Účastnil se obrany obleženého Sevastopolu a poté evakuace Kerče. Za neúspěchy sovětských vojsk na Krymu mu nebyla dávána odpovědnost a převzal velení 3. armády na Brjanském frontu. Souběžně s tím působil i jako zástupce velitele frontu Rokossovského. Ten rozpoznal Batovovi schopnosti a začal jej využívat na exponovaných bojištích. Jmenoval ho velitelem 65. střelecké armády, kterým zůstal až do konce války. 19. listopadu 1942 vedl Batov a jeho armáda úder Donského frontu při obkličovací ofenzivě Kruh u Stalingradu. V roce 1943 se v rámci Centrálního frontu účastnila 65. armáda bojů u Kurska, aby se pak po porážce Wehrmachtu stala útočným čelem v následné ofenzívě. Jakou součást 1. běloruského frontu postupovala přes Bělorusko do Polska, jakou součást 2. běloruského frontu bojovala ve východním Prusku a jako součást 3. běloruského frontu tvořila v dubnu 1945 útočné čelo při přechodu Odry a při útoku na Berlín.

### Po druhé světové válce
Po skončení války působil nejprve u sovětských vojsk v Polsku a v Baltské vojenské oblasti, od roku 1949 u okupačních vojsk v Německu. V letech 1949–1950 absolvoval Vorošilovovu Akademii generálního štábu. V roce 1955 byl jmenován velitelem Karpatské vojenské oblasti, pod kterou spadala i vojska umístěná v Maďarsku krvavě potlačivší zdejší povstání v roce 1956. Před odchodem do výslužby v roce 1965 zastával post zástupce náčelníka sovětského generálního štábu a zároveň náčelníka generálního štábu vojsk Varšavské smlouvy. I po odchodu byl činný při tvorbě odborné vojenské literatury. Některá jeho díla se stala učebnicemi sovětských vojenských škol. Zemřel roku 1985 a je pohřben na hřbitově Novoděvičij.